# 미치도록 사랑해
《미치도록 사랑해》(스페인어: Loco por ella)는 2021년 공개된 스페인의  코미디 로맨스 영화이다.

## 출연진

### 주연
- 알바로 세르반테스 - 아드리 역
- 수사나 아바이투아 - 카를라 역

### 조연
- 인마 쿠에스타
- 루이스 자에라 - 사울 역
- 클라라 세구라 - 정신병원 원장 역
- 알베르토 산 후안